# ليالي بيضاء (قصة قصيرة)
الليالي البيضاء (الروسية، بينبل هون، بيلي نوتشي) هي قصة قصيرة بقبم فيودور دوستويفسكي، نُشرت في الأصل عام 1848، في بداية مسيرة الكاتب المهنية.

## نبذة
مثل العديد من قصص دوستويفسكي، يتم سرد «الليالي البيضاء» بضمير المتكلم من قبل راوي مجهول. الراوي شاب يعيش في سانت بطرسبرغ يعاني من الوحدة. يتعرف على امرأة شابة ويقع في حبها، لمن الحب يظل بلا مقابل لأن المرأة تقتقد الحبيب الذي قابلته أخيرًا.

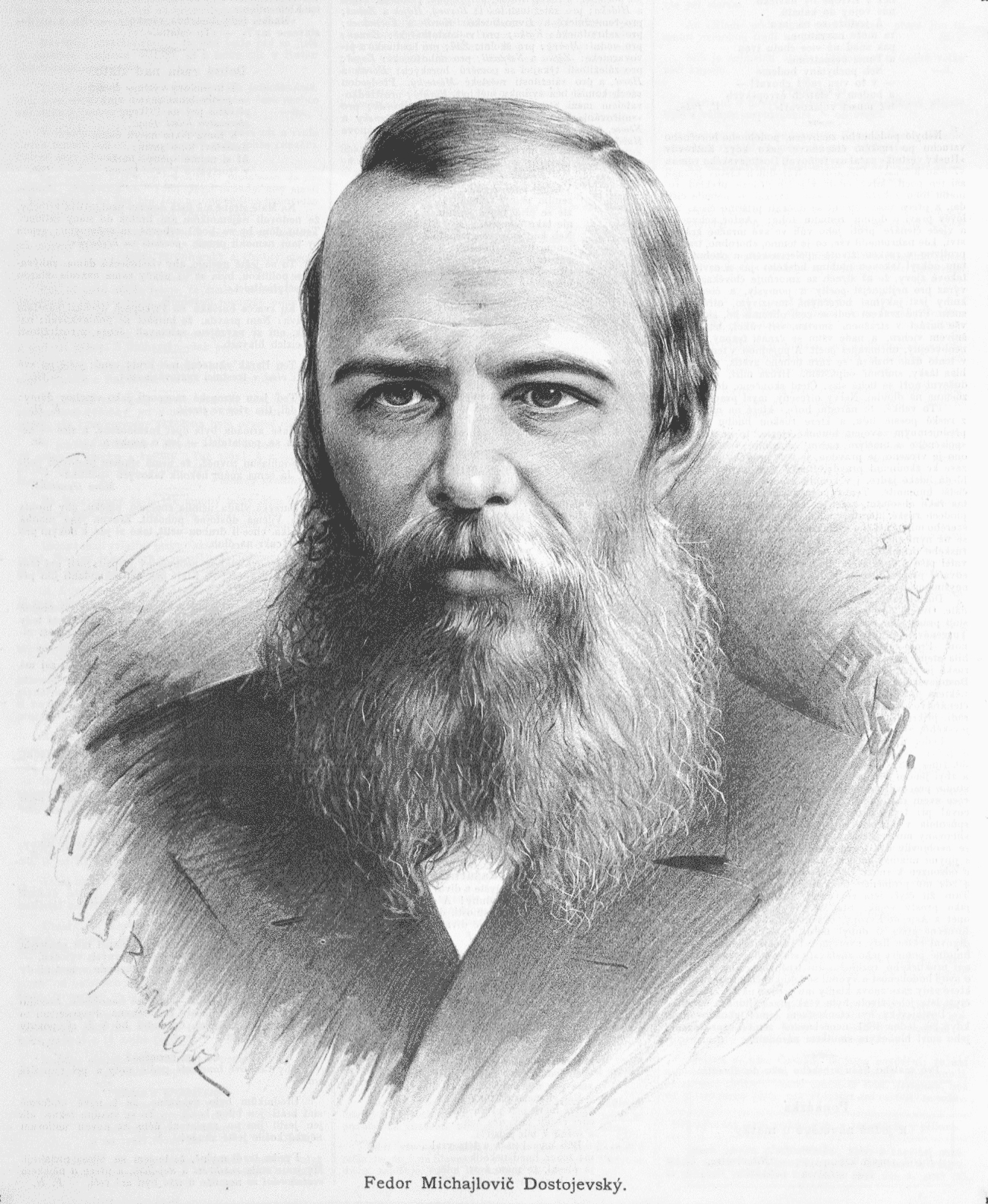
الكاتب الروسي فيودور ميخائيلوفيتش دوستويفسكي (1821-1881)

## ملخص المؤامرة
القصة القصيرة مقسمة إلى ستة أقسام:

### الليلة الأولى
يصف الراوي تجربته في السير في شوارع سانت بطرسبرغ. يحب المدينة في الليل، ويشعر بالراحة فيها. نظرًا لأن جميع الأشخاص الذين اعتاد رؤيتهم لم يكونوا هناك، لم يعد يشعر بالراحة أثناء النهار. استمد منهم عواطفه: إذا كانوا سعداء، كان سعيدًا، وإذا كانوا يائسين، كان يائسًا. الوجوه الجديدة تجعله يشعر بالوحدة. وأثناء سيره كانت المنازل تتحدث معه وتخبره كيف يتم ترميمها أو تلوينها بلون جديد أو هدمها.
يعيش بمفرده في شقة صغيرة في سانت بطرسبرغ مع خادمته القديمة التي لا مقابل لها ماتريونا للحفاظ عليه برفقته. يروي قصة علاقته مع امرأة شابة ناستينكا (باسم أنستازيا) في البداية رآها تقف أمام حاجز وتبكي. يقلق ويسألها ما هو الخطأ، لكنه في النهاية يواصل المشي. هناك شيء مميز عنها، وهو أمر فضولي للغاية. عندما يسمع صراخها يتدخل وينقذها من رجل يضايقها.
أمسكت الشابة بذراعه، موضحة أنه وحيد، وأنه لم يعرف امرأة من قبل وأنه يخجل منها. تؤكد له ناستينكا أن السيدات يحبون الخجل وهي تحبه أيضًا. يخبرها أنه يقضي كل دقيقة من كل يوم يحلم بفتاة تقول له كلمتين لن يطفئه أو يسخر منه عندما يقترب. يقول إنه يفكر في التحدث إلى فتاة عشوائية يخجل واحترام وعاطفة - يخبرها بانه يموت في العزلة وأنه ليس لديه فصرة للنجاح معها. أخبرها أنه من واجب الفتاة ألا ترفض الرجل بوقاحة أو تسخر منه باعتباره خجولًا وسيئ الحظ. عندما وصلوا إلى باب ناستينكا، سأل عما إذا كان سيراها مرة أخرى. قبل أن تتمكن من الإجابة يضيف أنه سيكون حيث التقيا غدًا على أي حال حتز يتمكن من استعادة هذه اللحظة السعيدة في حياته الانفرادية. وافقت قائلة إنها لا تستطيع منعه من الحضور، وكان عليها أن تكون هناك على أي حال. تحكي له الفتاة قصتها وهي معه بشرط ألا تؤدي المحادثة إلى الرومانسية.وهي وحيدة كالراوي.

### الليلة الثانية
في اجتماعهم الثاني، تسعى ناتيسكا لمعفرة المزيد عنه. أخبرها أنه ليس لديه قضى حياته لأنه قضى حياته بمفرده تمامًا. عندما تضغط عليه للمتابعة، يقترح أنه من النوع "الحالم" ويوضح أن " الحالم ليس إنسانًا، ولكنه مخلوق متوسط النوع". يلقى خطابًا طويلاً (بأسلوب يتوقع خطاب رجل تحت الأرض) حول توقه إلى الرفقة، مما يدفع ناتيسكا للتعليق أنت تتحدث كما لو كنت تقرأ من كتاب." يبدأ في سرد قصته بصيغة الغائب، ويطلق على نفسه لقب "البطل". هذا "البطل" سعيد في الساعة التي يتم فيها العمل ويمشي الناس. يشير إلى فاسيلي جوكوفسكي وذكر "إلهة الهوى". يحلم بكل شيء من صداقة الشعراء إلى مكان في الشتاء مع فتاة بجانبة=ه. يقول إن كآبة الحياة اليومية تقتل الناس، بينما في أحلامه يمكنه أن يجعل حياته كما يشاء. في نهاية خطابه المؤثر، أكدت له ناتيسكا بتعاطف أنها ستكون صديقته.

### قصة ناستينكا
ناستينكا تحكي للراوي قصتها. نشأت ناستينكا مع جدة صارمة، وقد حصل على تربية محمية إلى حد كبير. نظرًا لأن معاش جدتها صغير جدًا فقد استأجروا غرفة في منزلهم. عندما يموت الضيف الأول، تُستأجر الجدة لرجل أصغر سنًا. يبدأ الشاب صداقة صامتة مع ناستينكا، ويعطيها كتبها حتى تتمكن من تطوير عادة القراءة. تحب روايات السير والتر سكوت وألكسندر بوشكين. يدعو الشاب ناستينكا وجدتها لأداء مسرحية حلاق إشبيلية. في الليلة التي كان المستأجر الشاب على وشك مغادرة بطرسبورغ إلى موسكو حثته ناستينكا على الزواج منها. يرقض الزواج الفوري ويدعي أنه لايملك المال لدعمهما لكنه يؤكد أنه سيعود اليها في غضون عام. أنهت ناستينكا قصتها ولاحظت أن عامًا قد مضى ولم يرسل لها خطابًا واحدًا.

### الليلة الثالثة
يدرك الراوي تدريجيًا أنه على الرغم من تأكيده أن صداقتهما ستبقى أفلاطونية فقد وقع في حبها حتما. ومع ذلك فهو يساعدها في كتابة وإرسال رسالة إلى حبيبها، ويخفي مشاعره تجاهها إنهم ينتظرون رده على الرسالة أو ظهوره، لكن ناستينكا تزداد قلقًا بسبب غياب الرجل الآخر وتستقر في صداقة الراوي. غير مدركة لعمق مشاعر الراوي تجاهها، تخبره أنها تحبه لانه لم يقع في حبها. الراوي اليائس من أجل حبه الغير متبادل لاحظ انه بدأ الآن يشعر بالغربة عنها أيضًا.

### الليلة الرابعة
ناستينكا يائسة لأنها تعلم أن عشيقها في بطرسبورغ لكنه لمن يتصل بها. يستمر الراوي في مواساتها، الأمر الذي تشعر بالامتنان الشديد له، مما يدفعه إلى كسر عزمه والاعتراف بحبه لها. ناستينكا مرتبكة في البداية والراوي الذي ادرك أنه لم يعد بإمكانهم الاستمرار في البقاء أصدقاء وبنفس الطريقة يصر على عدم رؤيتها مرة أخرى. تحثه على البقاء وتشير بأن علاقتهما قي تصبح رومانسية يومًا ما، لكنها تريد صداقة في حياتها يصبح الراوي متفائلًا بهذا الاحتمال وبينما يسيرون يمرون من قبل شاب يتوقف. اتضح انه عشيق ناستينكا وهي تقفز بين ذراعيه. تعود لفترة وجيزة لتقبيل الراوي لكنها تسافر في الليل وتتركه وحيدًا وتشعر برفض مكسور- يواسي الراوي عزيمته والسلالات التي لم يعد بإمكانهم تحملها لكنها تريد الصداقة مع سيرون برون تتركه وحيدا وميتًا في الصباح.

### الصباح
القسم الأخير عبارة عن خاتمة موجزة حول رسالة تلقاها من ناستينكا، حيث تعتذر عن إيذائه وتصر على أنها ستكون دومًا شاكرة لرفاقه. تقول أنها ستتزوج في غضون أسبوع وتأمل أن يأتي. أثناء قراءة الرسالة ينفجر الراوي في البكاء ماتريونا، خادمته تقاطع أفكاره بإخباره انتهت من تنظيف خيوط العنكبوت. يلاحظ الراوي أنه على الرغم من أنه لم يعتبر ماتريونا عجوزًا، إلا انها بدأت أكبر سنًا مما كانت عليه في أي وقت مضى، وتتساءل عما إذا كان مستقبله بلا رفقة حب يرفض اليأس:
«ولكن هل ينبغي أن يكون لدي أي استياء تجاهك، رافضَا أن ألقي بظلال قاتمة على سعادتك المشرقة والهادئة!... يجب أن أسحق إحدى تلك الزهور الرقيقة التي سترتديها في شعرك عندما أسير معه أسفل الممر إلى المذبح! أوه أبدًا، أتمنى أن تكون سماءك صافية دائمًا، ولتكن ابتسامتك العزيزة دائمًا مشرقة وسعيدة، ولتكن مباركًا إلى الأبد علة تلك اللحظة من النعيم والسعادة التي أعطيتها لقلب آخر يشعر بالوحدة والامتنان... يارب فقط لحظة نعيم.. أليست هذه اللحظة كافية لكل حياة بشرية؟»

## تعديلات الفيلم
- Le notti bianche ، فيلم إيطالي عام 1957 من إخراج Luchino Visconti
- الليالي البيضاء ، فيلم روسي عام 1959 للمخرج إيفان بيرييف
- أربع ليال من الحالم ، فيلم فرنسي عام 1971 لروبرت بريسون
- فيلم «الليالي البيضاء» فيلم إيراني عام 2003، إخراج فرزاد مؤتمن
- Iyarkai ، فيلم هندي عام 2003 للمخرج SP Jananathan
- الليالي البيضاء ، فيلم أمريكي 2005 من قبل آلان سيلفر
- Saawariya ، فيلم هندي عام 2007 للمخرج سانجاي ليلا بهنسالي
- <i id="mwWw">Ahista Ahista</i> فيلم هندي 2006 لشيفام ناير
- Nuits blanches sur la jetée ، فيلم فرنسي 2014 لبول فيكيالي
- فيلوتا راثريكال ، فيلم مالايالامي لعام 2015 لرازي محمد

## روابط خارجية
- Audio recording of "Belye Nochi" (In Russian)
- Text in English